# BMW M
BMW M GmbH (anteriormente conhecida como BMW Motorsport GmbH) é uma subsidiária da BMW, criada em maio de 1972 com o objetivo de desenvolver modelos de competição. Posteriormente a divisão passou a preparar modelos de série para venda ao público.
BMW M ("M" para "automobilismo") foi inicialmente criado para facilitar o programa de corrida da BMW, que teve muito sucesso nas décadas de 1960 e 1970. Com o passar do tempo, o BMW M começou a complementar o portfólio de veículos da BMW com modelos de acabamento superior especialmente modificados, pelos quais agora são mais conhecidos pelo público em geral. Esses carros com o emblema M tradicionalmente incluem motores modificados, transmissões, suspensões, acabamentos internos, aerodinâmica e modificações externas para diferenciá-los de suas contrapartes. Todos os modelos M são testados e ajustados nas instalações privadas da BMW no circuito de corridas de Nürburgring, na Alemanha.
1. ↑  «WM1 - O canal de notícias automotivas da Webmotors». www.webmotors.com.br. Consultado em 23 de julho de 2025